# Ben Haas
Benjamin Leopold Haas (geboren 21. Juli 1926 in Charlotte (North Carolina); gestorben 27. Oktober 1977 in New York City) war ein US-amerikanischer Schriftsteller. Haas schrieb auch unter den Pseudonymen John Benteen, Thorne Douglas, Jack Slade, Peter McCurtin, Richard Meade.

## Leben
Ben Haas war Sohn eines literaturvernarrten Filmvorführers deutscher Herkunft. Haas veröffentlichte mit 18 Jahren seine erste Westerngeschichte in einem Westernmagazin. Von 1945 bis 1946 war Haas Sergeant der US-Army und wurde auf den Philippinen eingesetzt. In den USA heiratete er 1950 die aus Raleigh stammende Südstaatenschönheit Douglas Thornton Taylor, sie haben drei Söhne, darunter der Musikproduzent und Musikhistoriker Michael Haas. Ben Haas arbeitete in verschiedenen Jobs, zuletzt 1961 in einem Stahlunternehmen. Danach lebte er in Raleigh als freiberuflicher Schriftsteller.
Haas war ein Vielschreiber und versuchte nach eigenen Angaben, jeden Tag mindestens 5000 Wörter zu schreiben. Seine 130 Bücher wurden zum Teil beim Verlag Simon & Schuster herausgegeben, die große Anzahl seiner Serienromane in anderen Verlagen. Die meisten Bücher, so die mit den Serienhelden Fargo, Jim Sundance und John Cutler, erschienen unter dem Pseudonym John Benteen, weitere Autorennamen waren Thorne Douglas, Peter McCurtin, Richard Meade, außerdem schrieb er Beiträge zum Sammelpseudonym Jack Slade. 
Haas sprach leidlich Deutsch. Er kam 1964 erstmals mit der Familie nach Österreich und kehrte im Januar 1966 in die USA zurück, danach lebte er nochmals von 1972 bis 1975 in Kritzendorf bei Wien. Er war, wie seine Westernhelden, ein Waffennarr und war stolz auf seine Mitgliedschaft im Klosterneuburger Schützenverein.

## Werke (Auswahl)
- KKK: The Story of the Ku Klux Klan, 1963 (Sachbuch)

Romane als Ben Haas
- The Foragers, 1963
- Brother Badman, 1965
- Look Away, Look Away, 1965
  - Verbirg dein Antlitz: Roman. Übersetzung Ulla H. de Herrera. München : Droemer, Knaur, 1966
- The Last Valley, 1966
  - Das letzte Tal: Roman. Übersetzung Erich und Olga Fetter. Berlin: Universitas, 1968
- The Troubled Summer, 1966
- The Chandler Heritage, 1971
  - Die Chandler-Saga: Roman. Übersetzung Ursula und Götz Pommer. Berlin: Universitas, 1973
- Daisy Canfield, 1973
- House of Christina, 1977

Neal Fargo von John Benteen
- Fargo, 1969
- Panama Gold, 1969
- Alaska Steel, 1969
- Massacre River, 1969
- The Wildcatters, 1970
- Apache Raiders, 1970
- The Black Bulls, 1971
- Killing Spree, 1971
- Sharpshooters, 1972
- Shotgun Man, 1973
- Wolf's Head, 1973
- Bandolero, 1974
- Dynamite Fever, 1974
- Gringo Guns, 1975
- Killer's Moon, 1976
- Dakota Badlands, 1977
- Valley of Skulls, 1982

Cutler von John Benteen
- The Wolf-Pack, 1972
- The Gunhawks, 1972
  - Wolfskrallen. Übersetzung E. Sander. Rastatt : Pabel, 1974

Sundance von John Benteen
- Overkill 1972
- Dead man's canyon 1972
- Dakota territory 1972
- Death in the lava 1972
  - Tod in den Lavafelsen : ein Western. Übersetzung K. H. Poppe. Rastatt : Pabel, 1977
- The pistoleros 1972
- The Bronco trail 1973
- The wild stallions 1973
- Bring me his scalp! 1973
- Taps at Little Big Horn 1973
- The ghost dancers 1973
- War party 1974
- Bounty killer 1975
- Run for cover 1976
- Manhunt 1976
- Blood on the prairie 1976
- War trail 1976
- Riding shotgun 1977
- Silent enemy 1977
- Ride the man down 1977
- Gunbelt 1977

Kriminalromane von Richard Meade
- Two Surgeons, 1962
- The Resident Physician, 1963
- Beyond the Danube, 1967
- The Danube Runs Red, 1968[3]
- Big Bend, 1969
- Gun Runner, 1969
- A Score of Arms, 1969
- The Sword of Morning Star, 1969
- Exile's Quest, 1970
- The Lost Fraulein, 1970
- Rough Night in Jericho, 1972
- The Belle From Catscratch, 1972 (mit Jay Rutledge)
- Cartridge Creek, 1973
- Gaylord's Badge, 1975

Rancho Bravo von Thorne Douglas
- Calhoon, 1972
- The Big Drive, 1974
- Killraine, 1974
- Night Riders, 1975
- The Mustang Men, 1979